# Reinhold Münzenberg
Reinhold Münzenberg (ur. 25 stycznia 1909 w Akwizgranie, zm. 25 czerwca 1986 tamże) – niemiecki piłkarz, pomocnik. Brązowy medalista MŚ 34.
W reprezentacji Niemiec zagrał 41 razy. Debiutował 7 września 1930 w meczu z Danią, ostatni raz zagrał w 1939. Podczas MŚ 34 wystąpił w jednym meczu (o brązowy medal). Brał udział w IO 36 i znajdował się w kadrze MŚ 38.
W swojej karierze był piłkarzem Alemannii Akwizgran, Eintrachtu Brunszwik, Werderu Brema i Luftwaffen-SV Hamburg. W latach 1974–1976 był prezydentem Alemannii.